# Final Resolution
Final Resolution is een professioneel worstel- en Impact Plus evenement dat georganiseerd wordt door de Amerikaanse worstelorganisatie Impact Wrestling (voorheen bekend als Total Nonstop Action Wrestling (TNA)). Het evenement was oorspronkelijk een pay-per-view (PPV) evenement dat begon in januari 2005 tot januari 2008, waarvan in 2008 twee evenementen van Final Resolution werden gehouden met name ook in december 2008. Op 11 januari 2013, kondigde TNA aan dat er alleen vier PPV's geproduceerd werden in 2013, waarvan Final Resolution werd afgevallen. Final Resolution werd in 2013 geproduceerd als een speciale aflevering van Impact Wrestling en in 2020 werd het evenement herrezen als een maandelijkse special voor Impact Plus.

## Evenementen
| Evenement                        | Datum            | Stad                 | Locatie        | Main Event |
| -------------------------------- | ---------------- | -------------------- | -------------- | --- |
| Final Resolution 2005            | 16 januari 2005  | Orlando, Florida     | Impact Zone    | Jeff Jarrett (c) vs. Monty Brown voor het NWA World Heavyweight Championship |
| Final Resolution 2006            | 15 januari 2006  | Orlando, Florida     | Impact Zone    | Christian Cage & Sting vs. Jeff Jarrett & Monty Brown in een tag team match |
| Final Resolution 2007            | 14 januari 2007  | Orlando, Florida     | Impact Zone    | Abyss (c) vs. Christian Cage vs. Sting in een Three Way Elimination match voor het NWA World Heavyweight Championship |
| Final Resolution (januari 2008)  | 6 januari 2008   | Orlando, Florida     | Impact Zone    | Kurt Angle (c) vs. Christian Cage voor het TNA World Heavyweight Championship |
| Final Resolution (december 2008) | 7 december 2008  | Orlando, Florida     | Impact Zone    | The Main Event Mafia (TNA World Heavyweight Champion Sting, Booker T, Kevin Nash & Scott Steiner) vs. The TNA Front Line (A.J. Styles, Brother Devon, Brother Ray & Samoa Joe) in een 8-man tag team match voor het TNA World Heavyweight Championship |
| Final Resolution 2009            | 20 december 2009 | Orlando, Florida     | Impact Zone    | A.J. Styles (c) vs. Daniels voor het TNA World Heavyweight Championship |
| Final Resolution 2010            | 5 december 2010  | Orlando, Florida     | Impact Zone    | Jeff Hardy (c) vs. Matt Morgan voor het TNA World Heavyweight Championship met Mr. Anderson as Special Guest Referee |
| Final Resolution 2011            | 11 december 2011 | Orlando, Florida     | Impact Zone    | Bobby Roode (c) vs. A.J. Styles in a 30 minuten Iron Man match voor het TNA World Heavyweight Championship |
| Final Resolution 2012            | 9 december 2012  | Orlando, Florida     | Impact Zone    | Jeff Hardy (c) vs. Bobby Roode voor het TNA World Heavyweight Championship |
| Final Resolution 2013            | 19 december 2013 | Orlando, Florida     | Impact Zone    | Magnus vs. Jeff Hardy in een Dixieland match voor het vacante TNA World Heavyweight Championship |
| Final Resolution 2020            | 12 december 2020 | Nashville, Tennessee | Skyway Studios | Rich Swann (c) vs. Chris Bey voor het Impact World Championship |